# 小石川チエ
小石川 チエ（こいしかわ ちえ、1998年7月29日 - ）は、日本の女子プロレスラー。

## 経歴
2019年
- 7月27日、「誰でも女子プロレス」より我闘雲舞の練習生となる[1]。
- 8月17日、市ヶ谷チョコレート広場で行われたエキシビションマッチに出場。相手は駿河メイ[2][3]。
- 8月28日、新木場1stRINGでの帯広さやか戦でデビュー[4][5]。

2020年
- 1月31日、初の他団体となるプロレスリングHEAT-UP北沢タウンホール大会に出場。パートナーは紺乃美鶴。
- 9月30日、Chocopro Live #51にて「チョコプロに出たくて、仕事を辞めてまいりました」と公表。それまで勤めていた会社を辞めて専業プロレスラーとなり、駿河メイとともに我闘雲舞の寮住まいとなる[6]。
- 12月11日、みちのくプロレスの後楽園ホール大会に出場。パートナーはバリヤン・アッキ[7]。

## 人物
- さくらえみの主催する「誰でも女子プロレス」の練習に参加していた中の一人であり、里歩の我闘雲舞卒業に伴う新人選手募集に名乗りを上げて練習生となる。
- リングネームの由来は、小石川後楽園と漫画「じゃりン子チエ」の主人公の竹本チエから[8]。
- キン肉マンシリーズを愛読している。好きな超人はラーメンマン。
- 選手カラーはオレンジと白。

## テーマ曲
- CHIE TIME

## 得意技
ドロップキック
「ワー！行くぞー！」の掛け声から放つのが特徴。低空ドロップキックも使用する
フェンシングチョップ
フェンシングのスタンスで立ち、前後にステップしながら手の甲で連発するチョップ
アッカーマン
ジャンプしてから両手をクロスして放つチョップ。ダイビング式で放つこともある。名前の由来は進撃の巨人の登場人物ミカサ・アッカーマンから
ストレッチマフラーホールド
相手の片足を取り、自分の首の後ろに引っ掛けて絞り上げる。
エナジーホールド